# 楊一桂 (嘉靖進士)
楊一桂（1536年—1587年），字文芳，號燕山，江西南昌府南昌縣人，民籍，明朝政治人物。

## 生平
嘉靖四十年（1561年）辛酉科江西鄉試第七十四名舉人。嘉靖四十四年（1565年）中式乙丑科會試第三百十二名，三甲第一百九十名進士。工部观政，改翰林院庶吉士，隆慶元年（1567年）三月授湖广道御史，差巡按甘肃，二年九月丁忧。五年六月復除河南道，七月差巡按广东，万历二年（1574年）七月升四川参议，五年七月升副使，七年十二月升右参政，照旧管事，十一年正月升河南按察使，三月升右布政，丁忧。十五年二月復除浙江，六月卒。

## 家族
曾祖楊偉端，贈州判官；祖父楊用寬；父楊立，縣丞、州判累赠参政。母張氏，贈淑人；繼母羅氏，贈淑人。兄一麟（知县）、杨文明（参议）、一豹（儒官）、一鰲（序班）、弟一驥、一柟、文伟、文盛、一梧，俱庠生；一廌（省祭）、一梅（吏目）、一楩、一梓。